# Шахерезада (фильм, 2018)
«Шахерезада» (фр. Shéhérazade) — французский драматический фильм, поставленный режиссёром Жан-Бернаром Марленом. Мировая премьера состоялась 11 мая 2018 на 71-м Каннском международном кинофестивале, где лента участвовала в конкурсной программе Международной недели критики. Фильм получил три награды французской национальной кинопремии «Сезар», в том числе за «Лучший дебютный фильм».

## Сюжет
В основе фильма лежит история отношений между 17-летним юношей Закари, который недавно вышел из тюрьмы, и несовершеннолетней проституткой Шахерезадой, с которой он случайно знакомится на улицах Марселя. Благодаря девушке парень незаметно для себя меняет взгляды на жизнь.

## В ролях
- Дилан Робер[фр.] — Захари
- Кенза Фортас[фр.] — Шахерезада
- Идир Азугли — Рияд
- Лиза Амеджу — Сабрина
- Кадер Беншудар — Медхи Мутон
- Набила Айт Амер — Сара
- Набила Бунад — Сурая
- София Бент — Зельда
- Осман Хрустик — Шейенн
- Абделла Кулален — Жорди

## Награды и номинации
Каннский кинофестиваль-2018
- Участие в специальном просмотре программы «Неделя критики», выдвижение на «Золотую камеру» — реж. Жан-Бернар Марлен[фр.]

Приз Луи Деллюка-2018
- Лучший дебютный фильм — Жан-Бернар Марлен (номинация)

Премия Жана Виго-2018
- Лучший полнометражный фильм — Жан-Бернар Марлен (награда, совместно с фильмом «Нож в сердце»)

Премия «Сезар»-2019
- Самый многообещающий актёр — Дилан Робер[фр.](награда)
- Самая многообещающая актриса — Кенза Фортас[фр.] (награда)
- Лучший дебютный фильм — реж. Жан-Бернар Марлен[фр.], продюсер: Грегуар Дебайи (награда)

Премия «Люмьер»-2019
- Самый многообещающий актёр — Дилан Робер[фр.] (номинация)
- Самая многообещающая актриса — Кенза Фортас[фр.] (номинация)
- Лучший дебютный фильм — реж. Жан-Бернар Марлен[фр.] (номинация)